# 萨达利
萨达利（義大利語：Sadali），是意大利撒丁大区南撒丁省的一个市镇。总面积49.88平方公里，人口946人，人口密度19.0人/平方公里（2009年）。ISTAT代码为092119。